# Gamebryo
Gamebryo es un motor de videojuego, originalmente propiedad de Numerical Design Limited (NDL), y es el sucesor del motor NetInmerse, también de NDL.
Desde la creación de Gamebryo, NDL se fusionó con Emergent Game Technologies. La nueva empresa es conocida como "Emergent Game Technologies" (EGT). Gamebryo, llamado ahora Gamebryo Element, es el producto de la nueva Emergent Game Technologies.

## Descripción
Gamebryo Element es un motor de gráficos 3D por computadora, escrito en C++ y dirigido al desarrollo de videojuegos. Soporta las siguientes plataformas:
- Windows
  - DirectX 9 (última versión, actualmente la 2.6)
  - DirectX 10 (última versión, de 2.6 en adelante)
- Nintendo GameCube (hasta la versión 1.2)
- Wii / WiiWare (última versión, actualmente la 2.6)
- PlayStation 2 (hasta la versión 1.2)
- PlayStation 3 / PSN (última versión, actualmente la 2.6)
- Xbox (hasta la versión 1.2)
- Xbox 360 (última versión, actualmente la 2.6) (incluyendo Xbox Live Arcade[2])

Se puede comprar una licencia de Gamebryo, ya sea binaria (cabeceras, librerías y herramientas) o con todo el código fuente para que los desarrolladores pueden depurar el motor (y utilizarlo como referencia para cualquier personalización). Además, Gamebryo viene con documentación.